# Friedrich Schwörer
Friedrich Schwörer, auch Fritz Schwörer (* 9. Januar 1833 in Weil am Rhein; † 25. März 1891 in München) war ein deutscher Maler und Illustrator, der vor allem für seine Historiengemälde bekannt war.

## Leben
Schwörer, dessen Vater Oekonom war, kam im Alter von 15 Jahren an die Akademie der Bildenden Künste München. Hier studierte er besonders bei Philipp von Foltz.
Wie Wilhelm Busch, der ihn sowohl zeichnerisch wie lyrisch beschrieben hat, gehörte er dem Verein Jung-München an.
Seine ersten Bilder waren im streng historischen Stil seines Lehrers gehalten: Simson’s Gefangennehmung, Des Sängers Fluch. Er malte aber auch etliche Genrestücke wie Die Eifersucht und Schwäbische Landleute vor einem Friseurladen.
Zu seinen bedeutenderen frühen Werken gehören die Fresken in der Historischen Galerie im Bayerischen Nationalmuseum: Sieg des Herzog Berthold I. über die Ungarn auf der Walserhaide am Traunflusse 943, Tod des Pfalzgrafen Arnulf bei der Verteidigung von Regensburg 954 und Max Emanuel findet nach langjähriger Trennung seine Familie im Schlosse Lichtenberg am Lech wieder 1715. Nach Beschädigung im Zweiten Weltkrieg sind die Fresken heute von Wandverkleidungen verdeckt.
Ein längerer Aufenthalt in Paris, wo er Léon Cogniet kennenlernte, brachte neue Akzente und mehr Farbigkeit in seine Malweise. Er schuf einen großen Karton Ruhmeshalle der deutschen Wissenschaft 1740–1840, der als Photographie von Bruckmann’s Verlag vertrieben wurde. Zeitgenossen urteilten: „Jede einzelne dieser hundert Gestalten ist nicht blos in den Zügen des Kopfes, in der ganzen Haltung und Bewegung eine scharf individualisirte Persönlichkeit, die geistige Durchdringung und klare Auffassung der einzelnen Charaktere ist wahrhaft bewundernswert; auch die Gruppierung dieser Massen zeugt vom feinsten künstlerischen Takt. Alles bewegt sich ungezwungen und man vergißt den Künstler vollständig über seinem Werk, das man einen Reichstag deutscher Professoren nennen möchte. Selbst die Schwierigkeiten des modernen Costüms sind auf das glücklichste überwunden. Als Schauplatz dient dem Künstler die Freitreppe einer Universität, zu beiden Seiten im Halbkreis aufsteigend bietet sie gleichsam fünf verschiedene Bühnen für die Gruppen. Für die allgemeine Anordnung ging der Maler von dem Gedanken aus, daß die deutsche Wissenschaft sich in einem großen Doppelstrome auf dem Gebiete des Geistes und der Natur bewege, er breitet ihn links und rechts vor dem Beschauer aus und verbindet denselben in der Mitte durch Kant und Humboldt, ähnlich wie Raphael in der „Philosophie“ die Mitte durch Aristoteles und Plato – den Realisten und den Idealisten – markirt und in ihnen zwei Ströme vereinigt. So sind denn die berühmtesten Vertreter der Geschichte und Philologie gruppiert, die Philosophen, Pädagogen, Juristen, Naturforscher (Astronomen, Geologen, Chemiker), Heilkünstler u. s. w. In der Mitte des Hintergrundes sprudelt der noch unerschöpfte Born der Weisheit.“
1867 gestaltete er einen weiteren monumentaler Karton Nebukadnezars Eintritt in das Todtenreich, in dem er von den vorausgegangenen Fürsten und Kriegern mit wildem Hohn empfangen wird. Kritiker nahmen in der Bildkomposition eine innere Verwandtschaft mit Auguste Delacroix wahr.
Daneben malte er weiterhin Genreszenen wie Badende Kinder. Ein ideales Porträt von Ludwig van Beethoven, das diesen als Vollfigur im Mantel mit einer Schriftrolle in einer stürmischen Landschaft zeigt, wurde als Kupferstich von Paul Barfuß ab 1868 vom Bruckmann Verlag vertrieben. Als Prachtblatt für das kommende Säcularfest der Geburtsfeier Beethovens erreichte es eine weite Verbreitung.
1869 lieferte Schwörer Illustrationen für verschiedene Werke Shakespeares wie Cymbeline, Wie es Euch gefällt und Sommernachtstraum, die im Brockhaus-Verlag in Leipzig erschienen und ebenfalls durch Photographien und Stiche weit verbreitet waren. Seine Illustrationen zu einer Prachtausgabe von Friedrich Schillers Wilhelm Tell erschien zunächst bei Bruckmann in München und dann im Kunstverlag Theodor Stroefer.
Zusammen mit Friedrich Pecht, den er aus seiner Zeit an der Akademie her kannte, wurde er von der Stadt Konstanz beauftragt, den großen Saal des Konstanzer Konzilgebäudes auszuschmücken. Sein Beitrag zeigte Die Belehnung des Burggrafen von Nürnberg mit der Mark Brandenburg. Für die Konstanzer Lutherkirche malte er ein (heute dort nicht mehr vorhandenes) Altarbild.
Eins seiner letzten Werke war Die letzte Stunde der Cimbernschlacht, das er auf der internationalen Kunstausstellung München 1883 vorstellte.
Schwörer, der mit Glücksgütern gesegnet und durch umfangreichen Immobilienbesitz finanziell unabhängig war, starb 1891 plötzlich an einem Schlaganfall.